# Trazodon
Trazodon is een psychofarmacon met sedatieve en antidepressieve werking. Het middel werd ontwikkeld door het Italiaanse bedrijf Angelini Francesco in de jaren 1960 en is sinds 1972 internationaal op de markt. Het wordt nu door verschillende bedrijven verkocht onder een veelvoud van merknamen.
Trazodon is een serotonine-heropnameremmer.
Het middel wordt voorgeschreven bij depressie en vooral bij depressies die gepaard gaan met slapeloosheid en angst. De werking treedt pas twee tot vier weken op nadat men begonnen is met het innemen ervan, en om te vermijden dat de depressiviteit terugkeert moet men het nog een half jaar tot een jaar blijven gebruiken.
Wanneer Trazodon gecombineerd wordt met middelen uit de SSRI-groep verhoogt het risico op het serotoninesyndroom, met symptomen als verwardheid, bibberen, koorts en zweten.